# Германов, Павел Дмитриевич
Павел Дмитриевич Германов (1928 — 12 апреля 1980) — передовик советского сельского хозяйства, бригадир совхоза «Кировский» Мамонтовского района Алтайского края, Герой Социалистического Труда (1973).

## Биография
Родился в 1928 году в семье русского крестьянина. В 1943 году, во время войны, трудоустроился работать в колхоз «Память коммунаров». Позже был призван в ряды Советской Армии. Демобилизовавшись, вернулся в родные края и вновь стал работать в сельском хозяйстве, механизатором в Крестьянской машинно-тракторной станции. В 1954 году активно включился в работу по освоению целинных земель.
В апреле 1957 года, после расформирования МТС, перешёл на работу в совхоз «Кировский». В 1960 году ему доверили право возглавить полеводческую бригаду Чернокурьинского отделения совхоза «Кировский». За небольшой промежуток времени ему удалось вывести бригаду на передовой уровень.
По итогам работы в седьмой и восьмой пятилетки дважды награждался орденом Ленина. В последующие годы его бригада продолжила удерживать первенство по производству продукции сельского хозяйства. Бригада была передовой в Алтайском крае. 
Указом Президиума Верховного Совета СССР от 11 декабря 1973 года за большие успехи достигнутые во Всесоюзном социалистическом соревновании, и проявленную трудовую доблесть в выполнении принятых обязательств по увеличению производства и продажи зерна государству и других продуктов земледелия в 1973 году Павлу Дмитриевичу Германову присвоено звание Героя Социалистического Труда с вручением ордена Ленина и золотой медали «Серп и Молот».
С июня 1974 года продолжил работу в совхозе «Чернокурьинский». Сам стал работать на комбайне и параллельно руководил бригадой. Избирался делегатом XXV съезда КПСС.
Проживал в родном селе Чёрная Курья в Алтайском крае. Умер 12 апреля 1980 года.

## Награды
За трудовые успехи удостоен:
- золотая звезда «Серп и Молот» (11.12.1973)
- три ордена Ленина (23.06.1966, 08.04.1971, 11.12.1973)
- Медаль «За освоение целинных земель»
- другие медали.

## Семья
Его внук по материнской линии Михаил Анатольевич Миненков - Герой Российской Федерации. 